# Mauchline
Mauchline (gael. Maghlinn) – wieś w Szkocji, w East Ayrshire. Szacowana populacja w 2016 roku wynosiła 4010 osób. Ośrodek rolnictwa oraz przetwórstwa mlecznego. W miejscowości wytwarza się też kamienie curlingowe.
Z Mauchline związana jest postać szkockiego poety Roberta Burnsa.